# Бриту, Рафаэл
Рафаэл Амарал Сантус Бриту (порт. Rafael Amaral Santos Brito; 6 июля 1986, Лоле, Португалия) — португальский футболист, защитник клуба «Сан-Жулиа».

## Биография
Воспитанник команды «Лолетану». Вместе с командой становился победителем, дважды серебряным призёром и бронзовым призёром третьего по силе дивизиона Португалии. В составе «Лолетану» провёл более ста матчей.
В июле 2012 года стал игроком «Лузитанса» из чемпионата Андорры, которую возглавлял Висенте Маркес. В составе команды дебютировал в еврокубках в двухматчевом противостоянии против мальтийской «Валлетты» в рамках первого квалификационного раунда Лиги чемпионов. По сумме двух игр андоррцы уступили со счётом (0:9). В сентябре 2012 года Брито стал обладателем Суперкубка Андорры, тогда его команда обыграла «Санта-Колому» (2:1). В сезоне 2012/13 помог своей команде во второй раз в истории стать чемпионом Андорры.
Летом 2013 года принял участие в двух играх квалификации Лиги чемпионов против фарерского ЭБ/Стреймур. Однако, это не помогло его команде, андоррцы уступили с общим счётом (3:7). В сентябре 2013 года команда стала победителем Суперкубка Андорры, обыграв «Унио Эспортива Санта-Колома» (1:0). В сезоне 2013/14 «Лузитанс» занял лишь четвёртое место в турнире. Также в этом сезоне «Лузитанс» дошёл до финала Кубка Андорры, где уступил «Сан-Жулии» (1:2). Сезон 2014/15 завершился для его команды серебряными медалями Примера Дивизио.
В мае 2015 года, вместе с другим игроком «Лузитанса» Бруниньо, подписал контракт с командой «Сан-Жулия». Португалец сыграл в двух играх первого квалификационного раунда Лиги Европы против датского «Ранерса». По сумме двух матчей андоррцы уступили со счётом (0:4). В сентябре 2015 года в игре за Суперкубок Андорры «Санта-Колома» обыграла «Сан-Жулию» в серии пенальти. Сезон 2015/16 завершился для команды бронзовыми наградами чемпионата, также «Сан-Жулия» дошла до полуфинала Кубка Андорры, где уступила команде «Энгордань» (1:2).

## Достижения
«Лолетану»
- Победитель третьего дивизиона Португалии (1): 2008/09
- Серебряный призёр третьего дивизиона Португалии (1): 2005/06, 2006/07
- Бронзовый призёр третьего дивизиона Португалии (1): 2009/10

«Лузитанс»
- Чемпион Андорры (1): 2012/13
- Серебряный призёр чемпионата Андорры (1): 2014/15
- Финалист Кубка Андорры (1): 2014
- Обладатель Суперкубка Андорры (2): 2012, 2013

«Сан-Жулиа»
- Бронзовый призёр чемпионата Андорры (1): 2015/16